# ماء البروم
ماء البروم هو خليط مؤكسد يحتوي على جزيء البروم ثنائي الذرة (B2) المذاب في الماء . يتم استعماله في التجارب الكيميائية للتعرف على المواد التي تتفاعل مع البروم وهي المركبات العضوية غير المشبعة(الألكين والألكاين).
المركبات التي تتفاعل مع ماء البروم هي الفينولات، الألكينات, مجموعة الأسيتيل وغيرها.

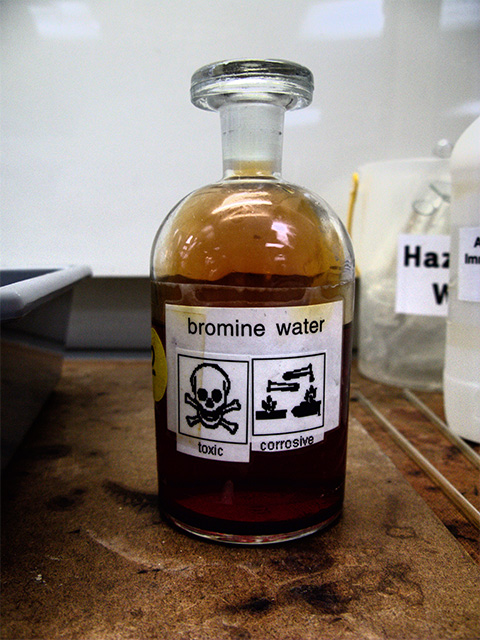